# João Carreiro
João Carreiro, nome artístico de João Sérgio Batista Corrêa Filho (Cuiabá, 24 de novembro de 1982 – Campo Grande, 3 de janeiro de 2024), foi um cantor e compositor brasileiro, Primeiramente, João Carreiro tocou sozinho. Depois formou uma dupla com Sony Matos, também já falecido. Em seguida, formou a dupla sertaneja 'João Carreiro e Capataz' que teve três formações, contando com três parceiros diferentes. O primeiro deles participou de alguns ensaios, mas acabou não se apresentando profissionalmente com João Carreiro. O segundo foi Davilson, grande amigo de infância de João. Na segunda formação a dupla se apresentou por um tempo até que Davilson decidiu seguir carreira na segurança pública como policial. Foi assim que chegou o terceiro Capataz: Hilton Cesar para compor a dupla João Carreiro e Capataz. Após a enfermidade de depressão de João Carreiro, a dupla se separou. João Carreiro optou por seguir a carreira solo, entretanto, colaborou com diversos artistas em composições, gravações e apresentações.

## Carreira
A consagração, especialmente entre a audiência mais jovem, ocorreu em 2009, quando lançou o álbum "Os Brutos do Sertanejo" (Som Livre) em parceria com Hilton Cesar Serafim, o terceiro Capataz. A faixa o álbum "Bruto, Rústico e Sistemático", composta com Jadson da dupla Jads & Jadson, foi incluída no CD da trilha sonora da novela Paraíso, da TV Globo.
No término de 2013, João se retira dos palcos após receber o diagnóstico médico de depressão profunda e transtorno obsessivo-compulsivo (TOC). Devido aos problemas, surgiram divergências nos projetos a dupla, resultando no término da parceria. Capataz, por sua vez, juntou-se a outra dupla, formando Carreiro & Capataz. João optou por pausar sua carreira artística indefinidamente para lidar com sua condição de saúde.
Em 2014, mesmo distante dos palcos, ele empreendeu na criação de um projeto intitulado "João Carreiro de Deus" com o propósito de auxiliar aqueles que enfrentavam desafios na vida. Em julho de 2015, retoma suas atividades, desta vez em carreira solo.
Juntamente com Jads & Jadson, Carreiro lançou o álbum "Brutos de Verdade" em 2018, também pela gravadora Som Livre. No disco, o artista colaborou em músicas como "Não Toco Não" e "Anjo Caipira".
No serviço de streaming de música Spotify, João Carreiro possui uma audiência mensal de 1,8 milhão de ouvintes. Destacam-se entre suas faixas mais populares "Bagulho é Loco Mano", gravada ao vivo em um de seus álbuns recentes, intitulado "Ao Vivo em Campo Grande, Pt 1", e "Quadros", uma colaboração com a dupla Fiduma & Jeca, lançada em 2015.
João Carreiro faleceu em 3 de janeiro de 2024, vítima de complicações decorrentes de uma cirurgia cardíaca para correção de um prolapso da Válvula mitral. Foi sepultado no Cemitério Parque Bom Jesus em Cuiabá.